# Agostinho Cá
Agostinho Odiquir Cá (Bissau, Guinea-Bissau 24 de juliol de 1993) és un futbolista portuguès que juga pel GD Vitória de Sernache.
Va formar part del FC Barcelona B, va ser cedit primer al Girona FC, i posteriorment va jugar cedit al Club Lleida Esportiu on juga com a migcampista defensiu.